# Дом Новгород-Северской мужской гимназии
Дом Новгород-Северской мужской гимназии — памятник истории местного значения в Новгород-Северском. Сейчас в здании размещается Новгород-Северская государственная гимназия имени К. Д. Ушинского.

## История
Решением исполкома Черниговского областного совета народных депутатов от 17.11.1980 № 551 присвоен статус памятник истории местного значения с охранным № 1288 под названием Дом бывшей мужской гимназии, где учились М. А. Максимович, К. Д. Ушинский, Н. И. Кибальчич, А. Д. Михайлов. Установлена информационная доска.

## Описание
Дом Новгород-Северской мужской гимназии — пример гражданской архитектуры. Изначально гимназия размещалась в деревянном доме, построенном в конце 18 века. В 1843 году построено новое помещение. Двухэтажный, кирпичный, П-образный в плане дом. В 1974 году перед главным фасадом дома установлен памятник К. Д. Ушинскому.
Новгород-Северская гимназия — один из старейших средних учебных заведений Украины. Основана в 1804 году на базе Главного училища, открытого в 1789 году, с семилетним сроком обучения. Длительный период была центром образования бывшей Черниговской губернии. В 1859 году открыт подготовительный класс. В 1915 году гимназия имела 8 основных, 1 параллельный и 1 подготовительный классы, учеников было 336. Выпускниками гимназии были филолог Михаил Александрович Максимович (1812-1819), педагог Константин Дмитриевич Ушинский, Пантелеймон Александрович Кулиш, экономист Андрей Парфёнович Заблоцкий-Десятовский, археолог Дмитрий Яковлевич Самоквасов, революционер Александр Дмитриевич Михайлов, революционер, народоволец Николай Иванович Кибальчич (1869-1871).
Здесь размещалась школа-интернат имени К. Д. Ушинского. Сейчас в здании размещается Новгород-Северская государственная гимназия имени К. Д. Ушинского.